# 科斯 (密歇根州)
科斯（英語：Koss）是位於美國密歇根州梅諾米尼縣萊克鎮區的一個非建制地區，位處斯蒂芬森西北偏西4.9英里（7.9）。

## 地理
科斯所處的海拔為高於海平面292米（即958英呎），而該地所採用的時區為UTC-6，即北美中部時區（CST）。同時該地設有夏令時間，為UTC-6調快一小時，即UTC-5（CDT）。